# 洪麗芬
洪麗芬(1956年8月12日)，以獨到的材質研發享譽國際，是一位活躍於台灣和巴黎的著名服裝設計師。

## 生平
1956年出生於新竹，洪麗芬在時尚、藝術領域深耕40多年。1977年自實踐大學服裝設計系畢業後，為了學習更多，到東京、紐約、法國研習深造，除服裝事業，創作領域亦擴及繪畫、雕塑、金工、家具、竹器、陶藝、複合媒材等當代藝術創作，並於1985年成立洪麗芬工作室。
1994年法國密特朗總統夫人蒞臨巴黎Grand Hotel「台北．魅力」設計師服裝創作聯合發表會，品牌服飾發表於全球市場，除了台灣，歐、亞、非、美洲都可見洪麗芬操作時裝展演的身影，為推廣台灣文化和拓展時尚產業的不遺餘力。
1994-96年獲經濟部與法國外交部共同獎學金 ( Boursière du Ministère français des Affaires Etrangères et du Ministère taiwanais de l'Economie pour un stage de haut niveau en France )，赴法留學，於巴黎高級時裝工會學校立體剪裁製作研習 Cours de coupe à l'Ecole de la Chambre Syndicale de la Couture Parisienne，1995年至法國 Cours de français  au Centre de Linguistique Appliquée de Besançon 法文研習、Stage d'horlogerie GRETA Morteau 鐘錶設計研習、Stage chez Christian DIOR ( atelier flou ) 研習，1996年 Stage chez CHANEL ( atelier flou ) 研習。
2010年以品牌Sophie HONG在巴黎皇家宮殿開店 ，同年施蘭芳逝世，接任信鴿法國書店-(台灣第一家獲得L'agrément librairie francophone de référence, attribué par le CNL 認證的法文專賣書店)。
2012年因推廣台法文化交流有貢獻，獲頒法國國家功勳騎士勳章。
2014年「HONG Silk洪絲」贏得全球華人「Best of Golden Pin Design Award 金點設計獎年度最佳設計獎」，洪麗芬同名品牌「Sophie HONG」不斷跨界參與國內外舞蹈、戲劇、音樂服裝設計，論壇、演講、展覽等合作，至今出版三本品牌專書，擁有豐富經歷和深厚藝術斜槓力，多次受邀設計評審、董事、顧問；提倡實用永續、自然環保、美育實踐、生活應用等理念。

## 洪麗芬工作室與信鴿法國書店
1977-1984 洪麗芬工作室 台北市敦化南路390巷11號
1985       台北洪麗芬工作室 
1985-1991  洪麗芬工作室 台北市忠孝東路4段216巷27號
1991-2021  洪麗芬工作室 台北市信義路2段 228巷4號
2010-2021  Sophie HONG Paris 巴黎文化櫥窗開幕進駐巴黎皇家宮殿(Palais Royal) 
2010-2021  Librairie Le Pigeonnier接任信鴿法國書店負責人，(1999年由施蘭芳創立)，延續台法文化、教育交流目標。            

### 服裝創作典藏
1997法國  巴黎服裝博物館 Musée Galliera - Musée de la Mode et du Costume (典藏編號 n°997121)
2003法國  巴黎服裝博物館 Musée Galliera - Musée de la Mode et du Costume (典藏服裝一件，編號 n°2004.261.1) 
2010台灣  台原亞洲偶戲博物館 Taiyuan Asian Puppet Theatre Museum
2016 法國  魯貝泳池藝術與工業博物館 Roubaix, La Piscine, Musée d’art et de l’Industrie André Diligent 
2019 台灣  台中市纖維工藝博物館 MOFiA TAICHUNG Museum Of Fiber Arts, Taichung 

### 展覽
2020 Sophie Hong《以桑成絲，以時織衣》個展-法國魯貝泳池藝術與工業博物館Roubaix, La Piscine, Musée d’art et de l’Industrie André Diligent
2020 西班牙 托羅薩國際偶戲中心 TOPIC TOLOSA, 羅斌「台灣偶戲大集合」特展 Teatro de marionetas de Formosa, Sophie HONG掌中偶參展. 
2020 台中   台中市纖維工藝博物館 MoFiA TAICHUNG Museum OF Fiber Arts, Taichung,「華麗派對: 纖維工藝的生活時尚」常設展. 
2019 台中 纖維工藝博物館《華麗派對: 纖維工藝的生活時尚》收藏展。
2019 法國 巴黎美國大學現代藝廊 The American University , AUP Fine Arts GallerySophie Hong  《Dualities 》個展。
2017 台北「我們一起做自己」聯展，有璽藝術空間,藝術家：黃才郎、劉永仁、楊世芝、薄茵萍、王紀凡、洪麗芬.  
2015 台中「相逢與緣分~2015臺韓天然染色60人展」，葫蘆墩文化中心2014~2015 南投 「織路染旅-台灣當代纖維藝術的蛻變」特展，國立台灣工藝研究發展中心，
2015 台中  「相逢與緣分~2015臺韓天然染色60人展」，葫蘆墩文化中心
2015 台東  「工藝X設計IN臺東 星空與篝火」，臺東美術館
2014~2015  南投 「織路染旅-台灣當代纖維藝術的蛻變」特展，國立台灣工藝研究發展中心
2014 宜蘭 「台韓天然染色交流展」，羅東文化工廠，
2014 台中 「台韓天然染色交流展」，葫蘆墩文化中心.
2014 台中  竹器成果聯覽，葫蘆墩文化中心(張憲平老師指導、吳佩珊)
2014 台北  八方新器跨域創作結合「形色別匆匆-當代大師系列」，松菸文創園區(與王俠軍合作共同展出有：余光中、劉國松、姚仁祿、朱振南、洪麗芬、張艾嘉、李心潔) 
2013 台北  第4屆台灣國際文化創意博覽會「纖維母語」，南港展覽館「大地之衣」裝置. 
2011 台北  第一屆 台北世界設計大展「辦桌系列」，南港展覽館 
2010 台北  第八屆台灣設計博覽會「善念」，松山文創園區
2010 日本 「阿波藍x未來形」，日本德島縣德島城博物館
2009 台中 第七屆台灣設計博覽會「本質」，胡佑宗劉國滄策展，台中創意文化園區
2006 台北 「洪麗芬探索。探索洪麗芬」-服裝、布畫、金工、家具、雕塑裝置展，天棚藝術村
1986 台北 「王正良．洪素珍．洪麗芬」舞蹈、裝置、服裝聯展-裝置服裝劇場觀念之組合三人組，春之藝廊
1985 台北 「我們的前面是什麼」洪麗芬「人體包裝」藝術發表會，台北市立美術館
1993 高雄 「服裝 首飾 服裝畫- 洪麗芬創作展」，與舞者互動，阿普畫廊
1993 台北 「摩登新古典-洪麗芬的感性世界」畫作、金工、創意服裝暨傢俱裝置展，形而上畫廊
1991 台北 「流動的肌膚．流動的金」個展，Sophie HONG Studio、中華民國藝術文化推廣協會

### 國際展演
1994巴黎 「台北．魅力」設計師聯展，Grand Hotel-法國總統夫人密特朗出席盛會(巴黎文化中心開幕)。
1997 巴黎 參加SEHM男裝展時，在法國巴黎凡爾賽廣場 (Porte de Bersailles)，看見了中華民國國旗飄揚。
1998 米蘭 「MOMI時裝發表會」 Ladies Ready to Wear. Collection Automn - Winter Collection 1999。
2000.10.31香港法國 「酩悅香檳 雲賞獻禮-向亞洲時裝界致敬」，君悅大飯店Moet & Chandon's Tribute to Asian Fashion Designers 
2000.12.07台北法國 「酩悅香檳 雲賞獻禮-洪麗芬台北凱悅時裝秀 」，凱悅飯店Moet & Chandon Presents Sophie Hong at Grand Hyatt Taipei 
2006 塞內加爾Dakar, Fashion Week「ADAMA PARIS」2007
2009 瑞典 「台灣綠色時尚創新展 Taiwan Eco-Fashion Fair 」，斯德哥摩爾So Stockholm Gallery
2012 巴黎 「巴黎時裝週春夏服裝發表暨服裝秀書籍發表」，皇家宮殿國家花園前柯萊特廣場。

### 合作名人
除了在各國的時裝展發表外，洪麗芬也和不同的海內外藝術家合作，像是:Isabelle Huppert、導演Catherine Frot、藝術家Fabien Lerat、 Alain Della Negra、畢安生、Danièle Mazet-Delpeuch、大提琴家Alain Meunier、小提琴家Guillaume Plays、鋼琴家Lee Fang-Yi、聲樂家Anne Rodier、偶戲專家Robin Ruizendaal、漢學家René Vienet、建築師Adèle Naude Santos、建築師 Nelson Wilmotte、郭龍 (法國漫畫家)、法語教師暨台北信鴿法國書店創辦人施蘭芳等，華人世界如文學作家白先勇、林清玄、杜十三、羅青、羅門；電影演員鞏俐、章子怡；音樂家李泰祥、王心心；攝影藝術家柯錫杰、謝春德、李小鏡、龍子軒、許培鴻；戲劇導演劉若瑀、吳興國；舞蹈家林秀偉、羅曼菲、張曉雄、吳建緯；美食家陳鴻；合作團體如蘭陵劇坊、優人神鼓、ＮＳＯ國家交響樂團 (台灣)、國立故宮博物院、台北越界舞團、野草舞蹈聚落、心心南管樂坊、台原亞洲偶戲博物館，形象制服亦由洪麗芬設計。

### 著作及出版
1992 "Sophie HONG Création de mode Taipei",Librairie Le Pigeonnier 信鴿國際文化有限公司出版發行  
1998 「洪麗芬湘雲紗系列I」"Sophie Hong．Volume I",Librairie Le Pigeonnier 信鴿國際文化有限公司出版發行 
2012 「洪麗芬湘雲紗系列II」"Sophie HONG à Paris, Sophie Hong．Volume II"+ DVD,Librairie Le Pigeonnier信鴿國際文化有限公司出版發行 
2020 《Sophie Hong des feuilles du mûrier le temps fait des robes de soie》(Dépôt légal:mars 2020 France Musée La Piscine Roubaix)

## 其他相關資料
- 台灣一個驚喜! /Mariko Poimboeuf 著 /天下雜誌出版
- 壹週刊 /非常人語 /714期
- 我，洪麗芬 Moi,Sophie Hong /桑唐 文/大觀出版
- NSO歌劇 畫魂 LA PEINTRE,YU-LIN / 國家交響樂團

## 資料來源
- YAHOO(魅麗雜誌Amazing)
- 金點設計獎官方網站
- 波酷網報導
- 壹週刊-非常人語 （页面存档备份，存于）
- 大紀元-人物報導 （页面存档备份，存于）
- 論文-湘雲紗的進階出擊 洪麗芬的第二層皮膚
- 明報周刊[永久]
- 非常木蘭-設計生活 （页面存档备份，存于）
- marie claire美麗佳人 （页面存档备份，存于）
- 2009台北魅力展 （页面存档备份，存于）

## 外部連結
- SophieHONG網站 （页面存档备份，存于）
- 金點設計獎官方網站
- [https://www.llp.com.tw/mainssl/modules/MySpace/index.php

缩略图信鴿法國書店網站] （页面存档备份，存于）
 本文全部或部分内容来自美国联邦政府所属的美国之音网站。根据版权条款（英文）和有关美国政府作品版权的相关法律，其官方发布的内容属于公有领域。